# Château de Calberte
Le château de Calberte, ou château Saint-Pierre est un château situé à Saint-Germain-de-Calberte en Lozère, en France.

## Localisation
Le château est situé sur la commune de Saint-Germain-de-Calberte, en Lozère, en plein cœur des Cévennes, dans l'ancienne province du Gévaudan.
Il se dresse à 410 m d'altitude sur un piton rocheux au bord du Gardon. Il se trouve à 1 km au nord-est en contrebas du village actuel au fond de la vallée.

## Historique

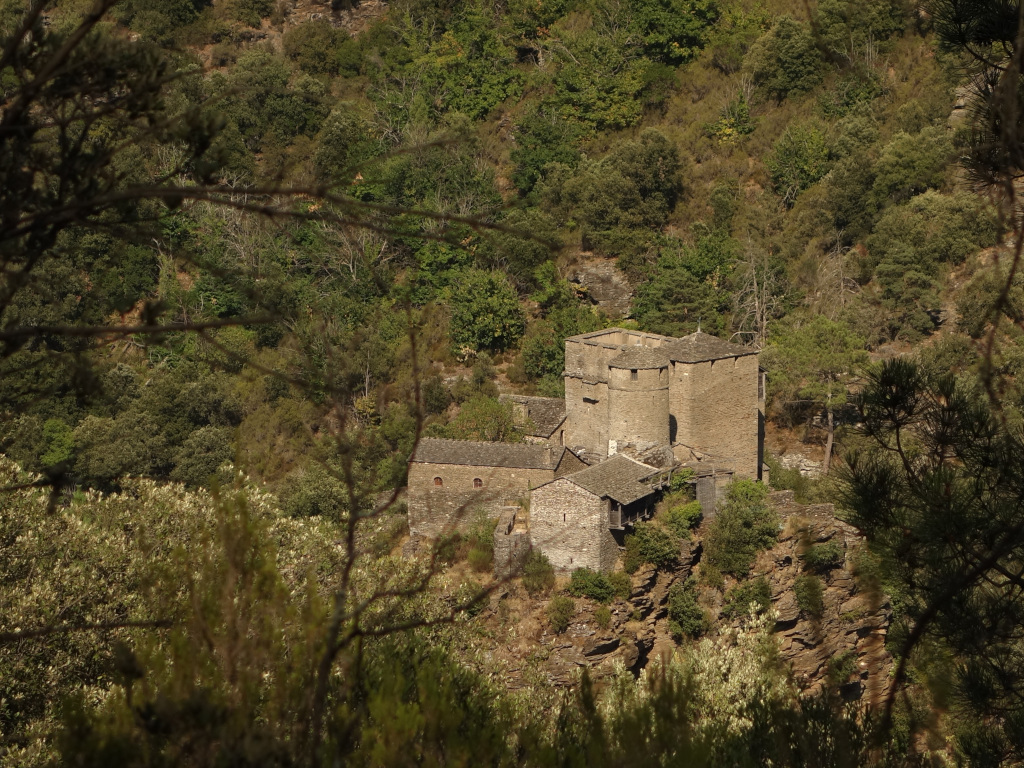
Château de Calberte

La construction du château aurait débuté au XIe siècle, mais il a pris sa dimension réelle au XIIe siècle. Il est alors une possession des seigneurs d'Anduze, qui détiennent la Baronnies de Portes. Ayant pris le parti de leur suzerain le comte de Toulouse, leurs biens et donc ce château furent confisqués par le roi de France vers 1229, au terme de la croisade des Albigeois. Mais l'évêque de Mende et le roi se disputèrent longtemps la possession de la région. Un premier accord en 1265 le donne au roi. En 1307, après trente-six ans de procès les opposant, l'acte de paréage le lui attribua définitivement. Le château reste la propriété directe des barons de Portes jusqu'en 1320 où Raymond de Cadoène le leur achète et leur rend hommage pour cela. Le château subit néanmoins les vicissitudes de la seigneurie de Portes.
En 1322, celle-ci  est vendue par Guillaume de Randon à la famille des Budos. Ceux-ci originaires de Guyenne prennent donc généralement le parti des Anglais pendant la guerre de Cent Ans. Cela leur vaut la confiscation de la baronnie par le roi en 1340. Il la vend en 1344 à Guillaume II Roger de Beaufort. Mais en 1360 le traité de Brétigny annule les confiscations de 1340. La seigneurie de Porte se retrouve alors avec deux seigneurs légitimes. Une guerre privée oppose alors pendant vingt-quatre ans les Budos et Guillaume III Roger de Beaufort pour la possession de cette seigneurie sur le territoire de celle-ci. Elle prend fin en mars 1384 lorsque le parlement se prononce en faveur de Thibaud de Budos.
Comme la plupart des châteaux de la région, celui de Calberte a dû probablement subir la menace des routiers pendant la guerre de Cent Ans.
Le château fut abandonné sans doute au début du XVe siècle sans qu'on en sache les raisons et sombra peu à peu dans l'oubli. L'abandon du village qui lui était adossé est antérieur : entre la fin du XIIIe et le milieu du XIVe siècle. Ses ruines ont servi de refuge lors des guerres de Religion (fin du XVIe siècle) ainsi que pendant la guerre des camisards. Au XXe siècle, c'est sous le nom de château Saint-Pierre que les Calbertois désignaient les restes du château désormais largement ruiné.

### Restauration
Il devient propriété de la famille Darnas en 1964. Celle-ci décide de le restaurer elle-même peu à peu, au fur et à mesure des vacances scolaires et ce en dépit de l'ampleur de la tâche, d'un accès très difficile (transport des matériaux à dos d'homme) et du scepticisme général. Les travaux s'échelonnèrent pendant presque quarante ans (le labeur et l'œuvre d'une vie), au grand étonnement des Calbertois,.
L'accès difficile du château (uniquement par un sentier) et son isolement lui ont évité de servir de carrière comme bien des bâtiments abandonnés ; aussi le matériel de base (les pierres schisteuses) est resté sur place. Chaque relèvement de bâtiment a été précédé d'une étude exhaustive par M. Darnas (recherche des dimensions, de toutes traces permettant de retrouver sa structure, sa forme, ses détails tels les créneaux). La reconstruction des murs à partir du pierres tombées sur place a permis de dégager la base des bâtiments ainsi conservée. Seuls les pans de murs restants de la tour ronde, trop abimés, durent être abattus. Seule concession à la modernité, le ciment a remplacé la chaux et les enduits ont cédé la place à un simple jointoiement.
Les chantiers de fouilles archéologiques, menés par la médiéviste Isabelle Darnas (la fille de la famille), qui y ont eu lieu ont permis de comprendre son évolution et une meilleure compréhension de ce qu'il fut. Ces études et le fait que ses structures aient été très peu remaniées au cours des siècles ont permis une restauration très fidèle. Seule une observation très attentive permet de distinguer les parties d'origine et celles reconstruites.
Aujourd'hui le château est presque entièrement restauré. Sa visite en été est payante et permet ainsi de financer les travaux de débroussaillement.  
En été, une exposition y retrace les travaux de restauration ainsi que le résultat des fouilles. Son propriétaire, orfèvre ciseleur, y présente également ses productions.

## Description
Ce château fort est composé de plusieurs bâtiments.
Le grand donjon carré, haut de 11 m, date du XIIe siècle. Un logis rectangulaire plus ancien lui est accolé. Celui-ci comporte deux niveaux, et au XIVe siècle lui ont été ajoutés des merlons, des créneaux ainsi qu'une bretèche au-dessus de sa porte. Quatre dépendances, une tour ronde et une chapelle castrale le complètent. Une première petite enceinte isole les bâtiments du château de ceux du village médiéval situé en contrebas sur le côté nord. Ce village est lui-même entouré d'une deuxième enceinte qui ferme le tout. L'accès principal se fait par la porte nord-est. Les hourds visibles sont des reconstitutions.
Le village attenant comportait une quinzaine de maisons (soit une centaine d'habitants). Les maisons qui ont été fouillées avaient toutes deux niveaux (rez-de-chaussée pour les bêtes, étage pour les habitants). Elles possédaient des toits à double pente couverts de lauzes. Les rues disposaient d'un système de drainage des eaux de ruissellement. Les fouilles qui y furent effectuées ont pu déterminer qu'elles abritaient essentiellement une activité de métallurgie (scories, foyers, disposition).

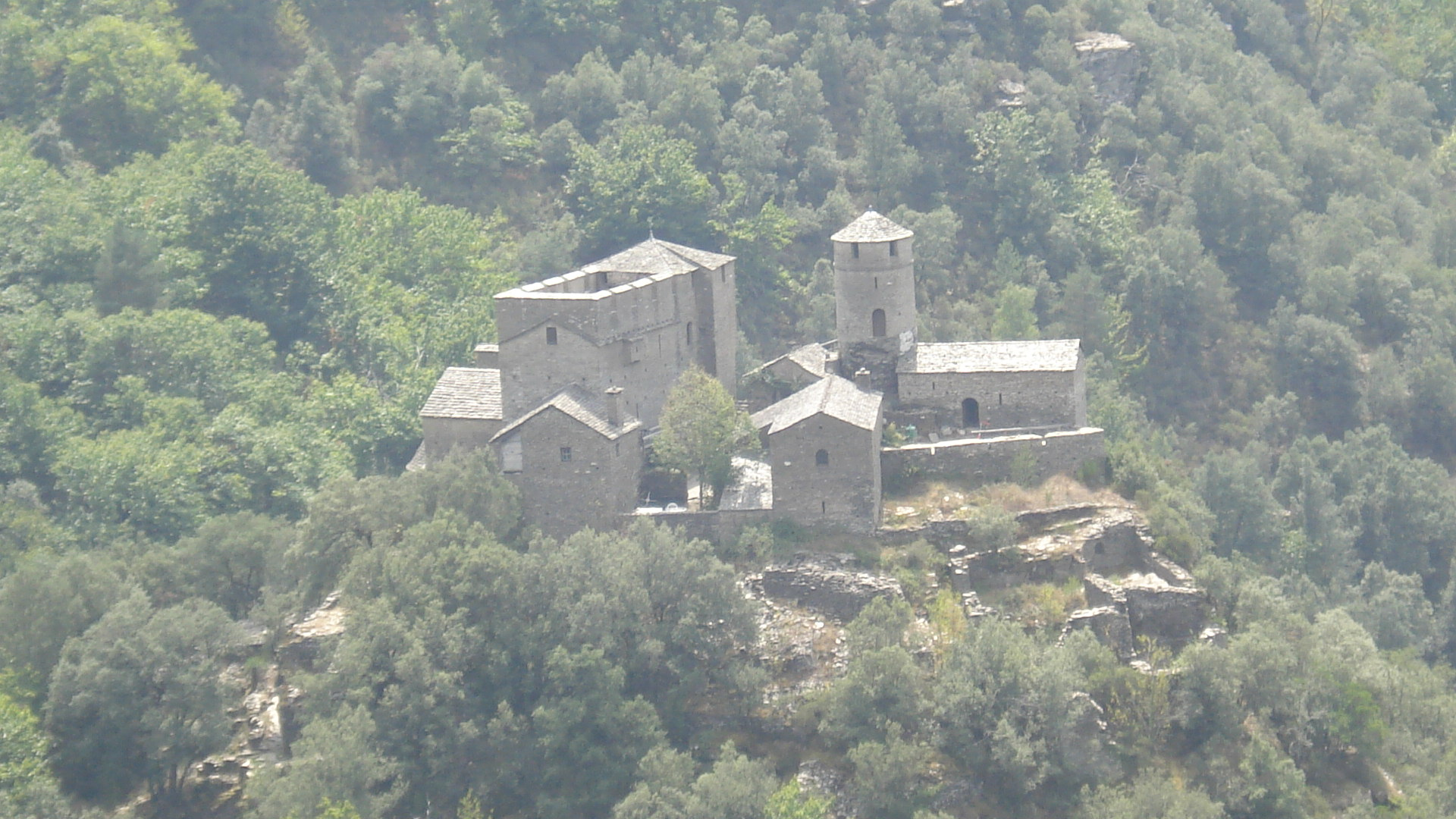
Vue depuis le nord-ouest.
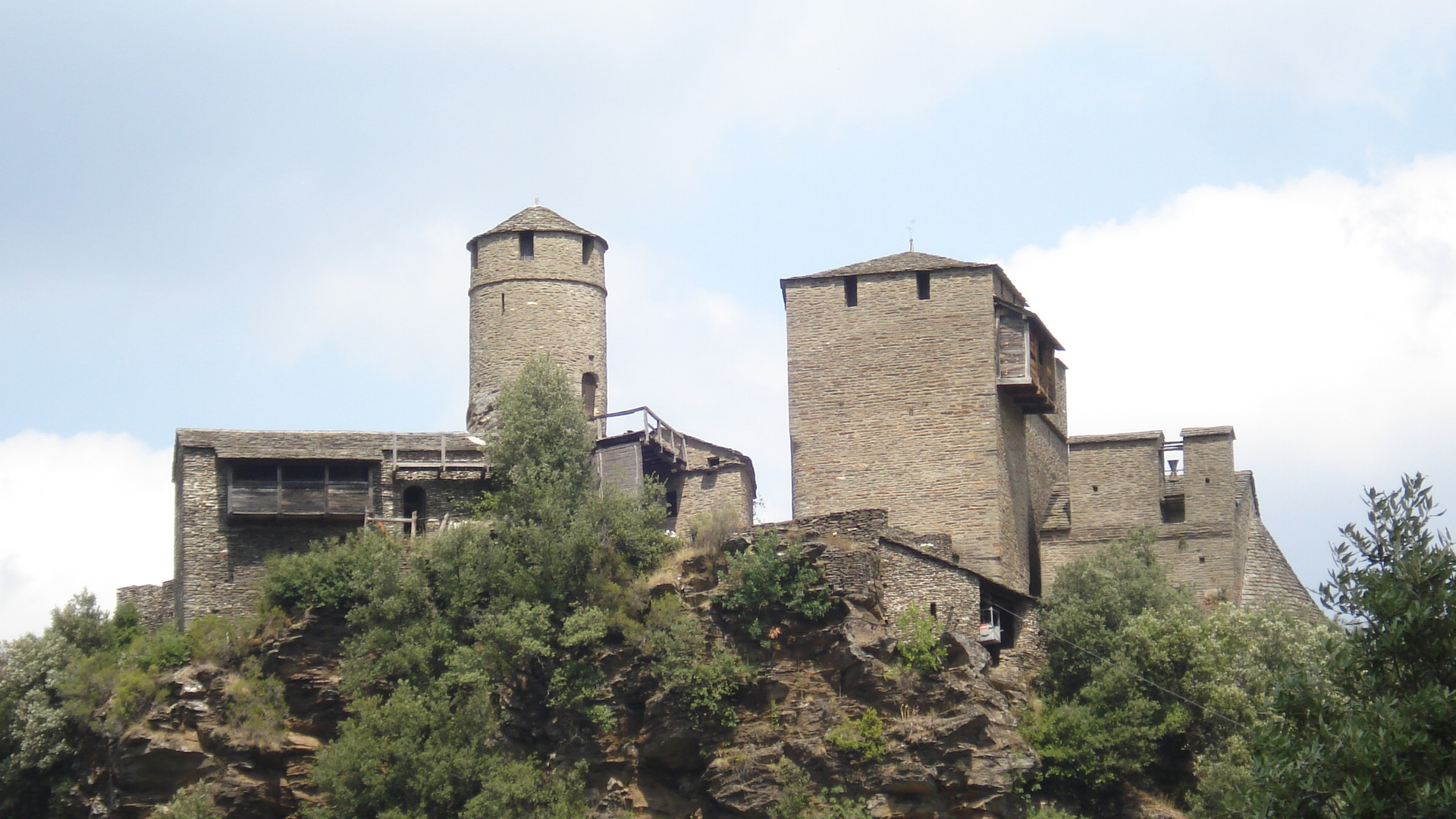
Vue depuis le chemin d'accès.
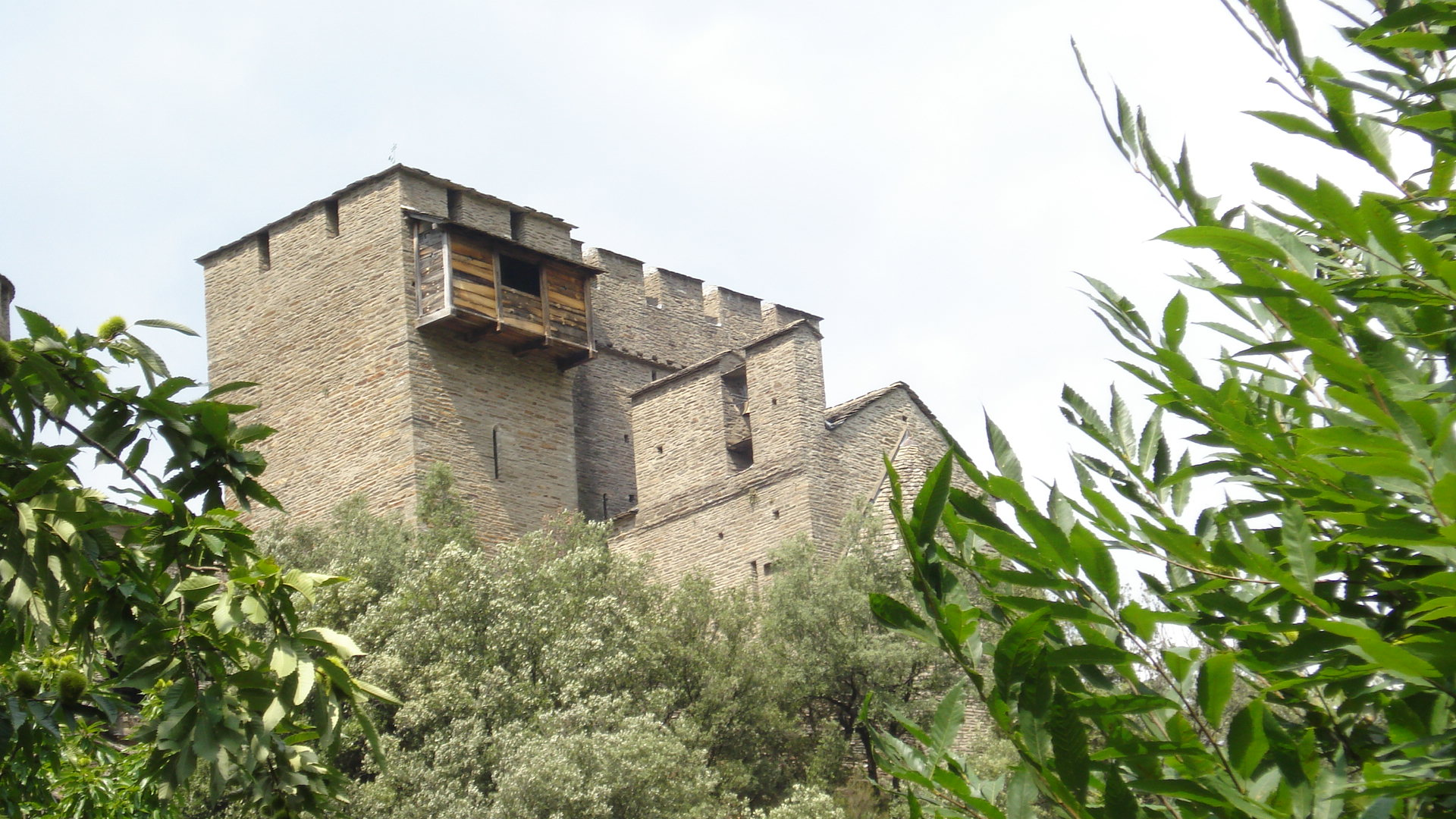
Vue du donjon et de la chapelle depuis le chemin d'accès.
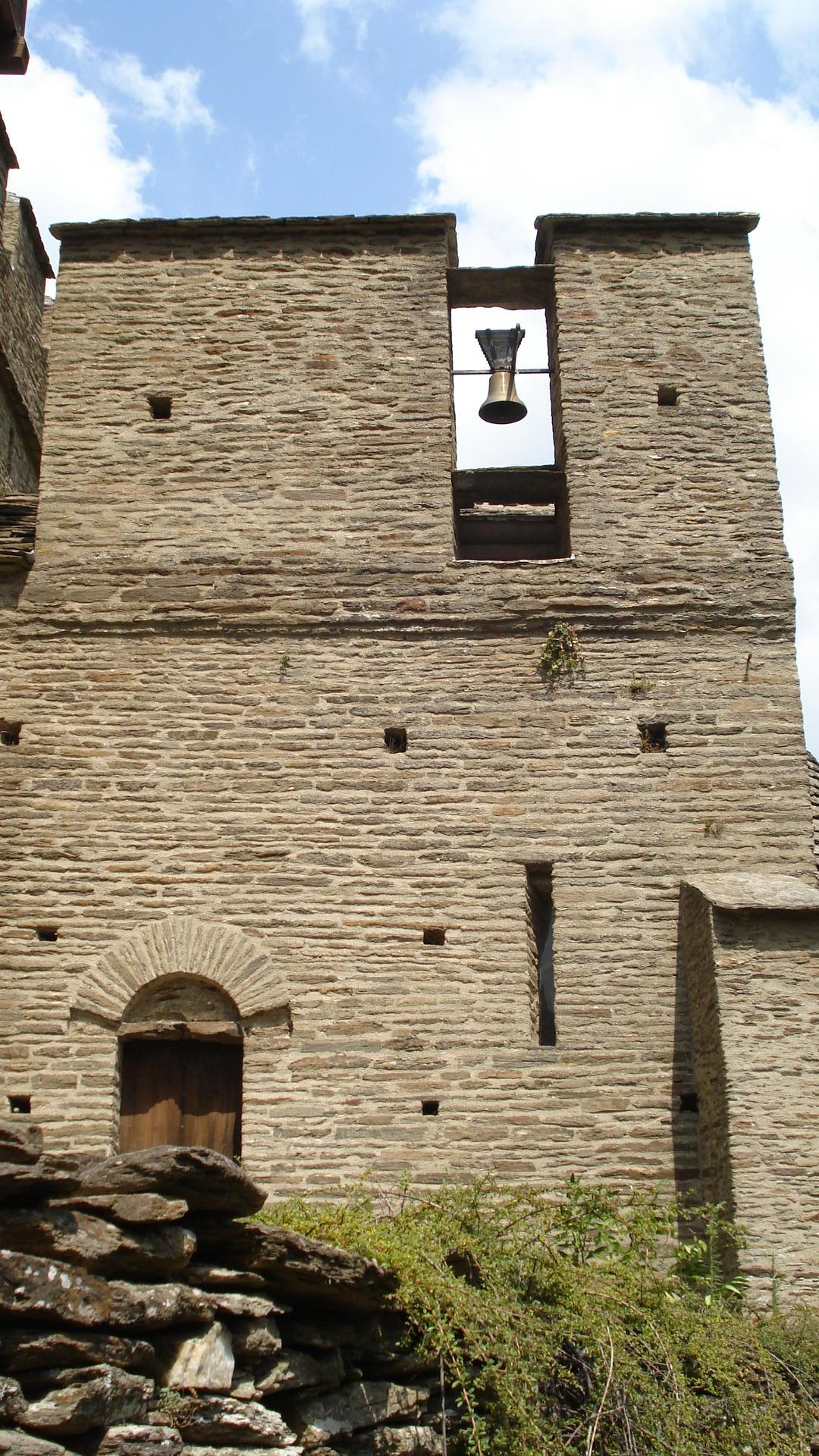
Entrée de la chapelle.
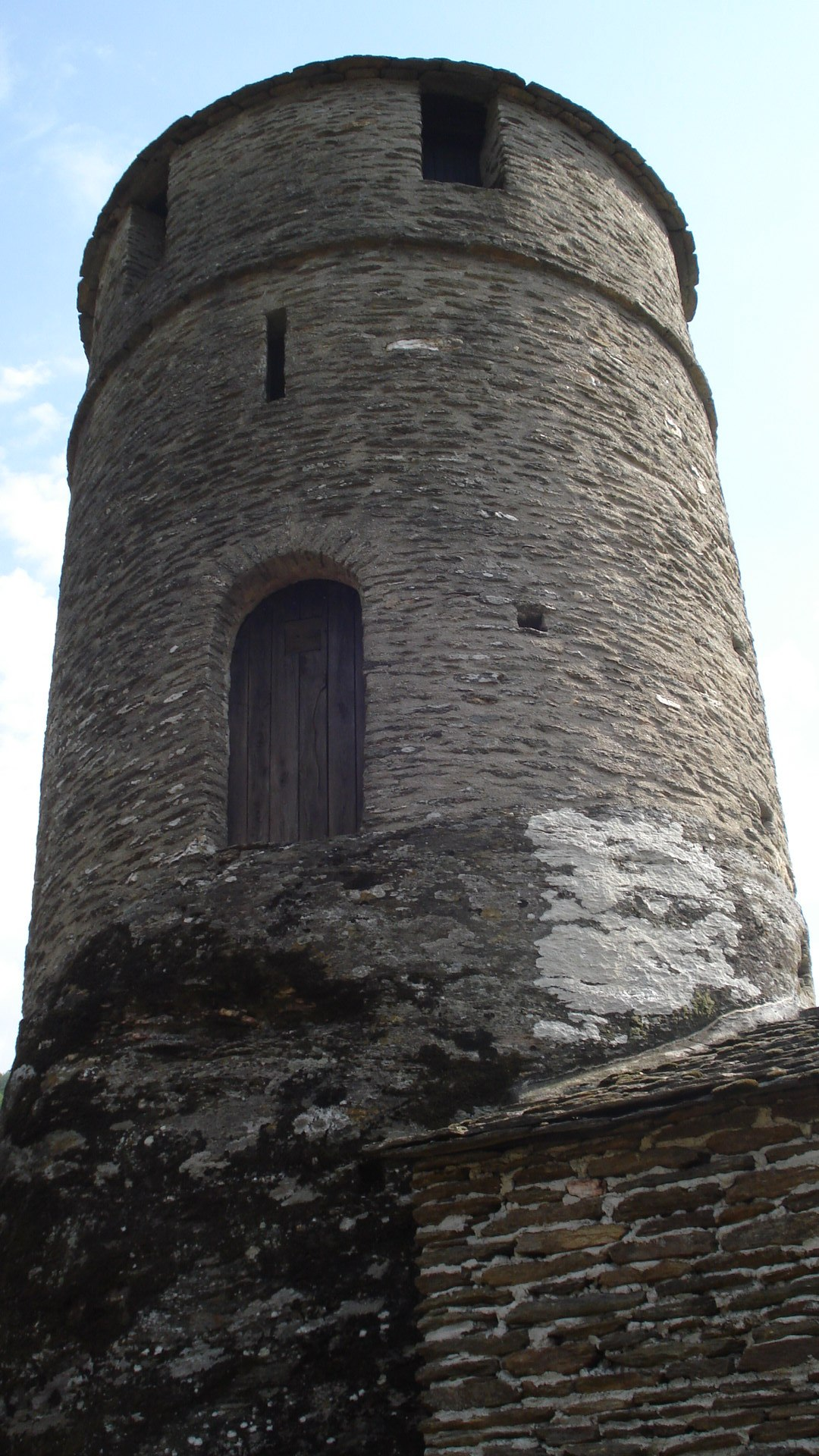
La tour ronde.
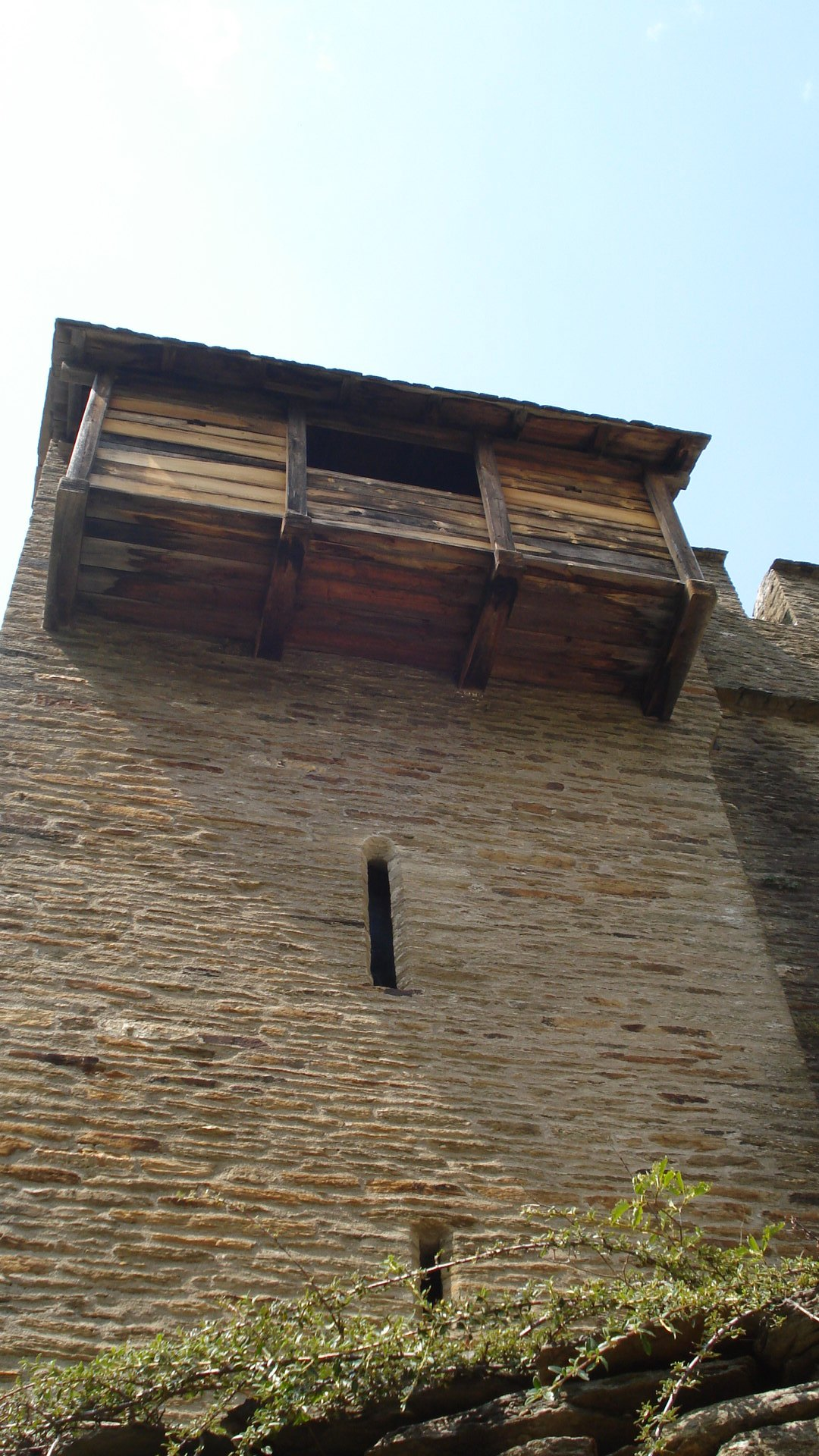
Face est donjon avec son hourd.
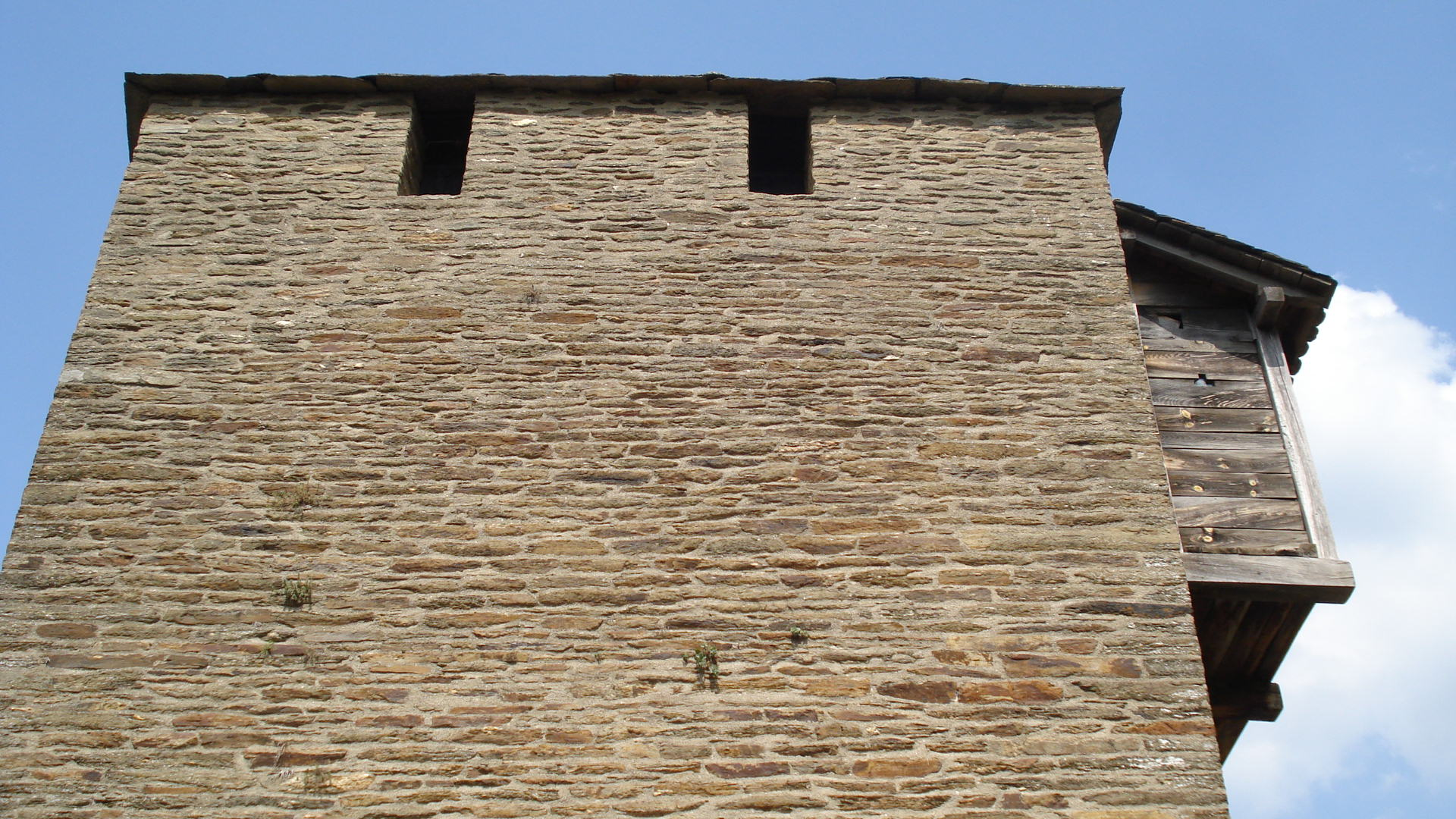
Le donjon côté sud.
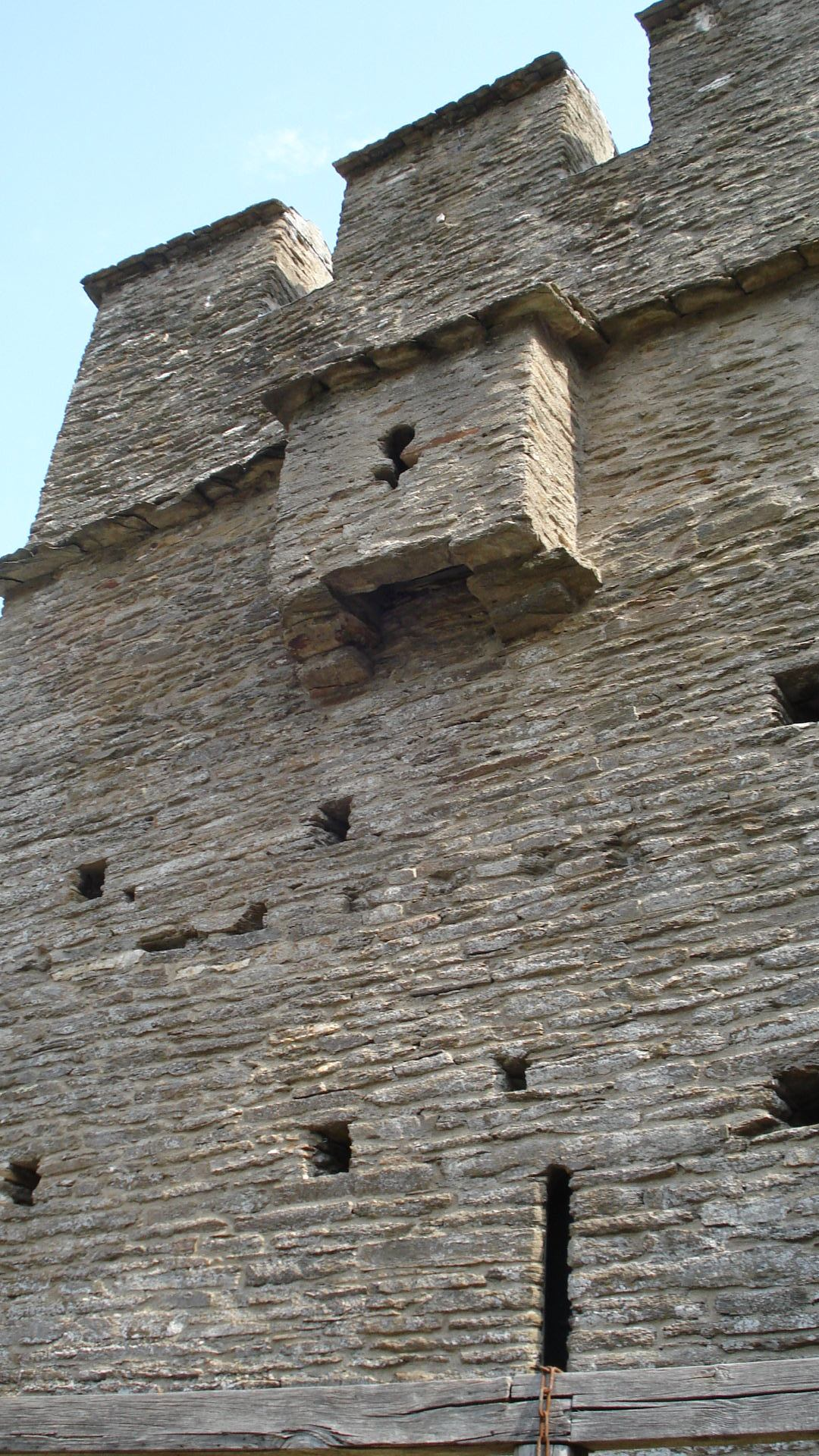
Les créneaux et la bretèche du logis seigneurial.
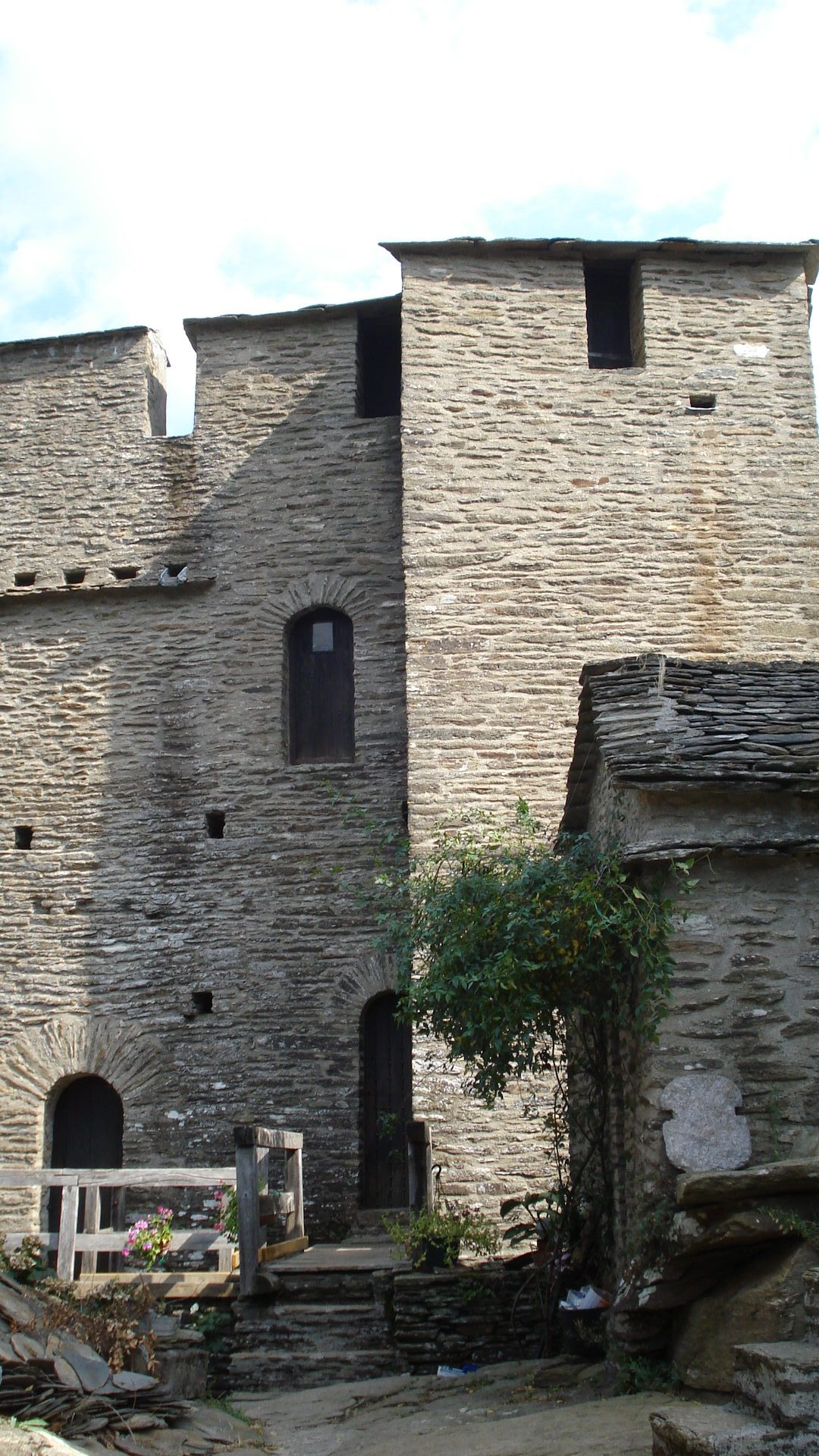
La cour.